# 홈캐스트
홈캐스트(Homecast)는 대한민국의 기업이다. 본사는 서울특별시 강남구 언주로 726에 위치해 있으며 대표이사는 권영철이다. '황우석 박사→에이치바이→홈캐스트'로 이어지는 지배구조로 인해 황우석 테마주로도 알려져 있으며 2023년 화장품 업체 CSA코스믹 경영권을 확보한 바 있다

## 논란
회사를 ‘황우석 테마주’인 것처럼 꾸며 주가를 조작한 최대주주 등 3명에게 실형이, 2명은 집행유예 등 유죄가 선고된 적이 있다

## 같이 보기
- 탑코미디어
- 황우석

## 참고문헌
1. ↑  이정현, 홈캐스트, 지난해 영업손 101.9억…적전, 2024-02-26
2. ↑  양귀남, 한계기업 진단 CSA코스믹 ①홈캐스트 세력의 귀환…사전 정보유출 의혹도, 인더뉴스, June 02, 2023
3. ↑  한국IR협의회 기술분석보고서-홈캐스트, 2018. 7. 26[깨진 링크(과거 내용 찾기)]
4. ↑  적자 기업 홈캐스트, 자본잠식 기업 CSA코스믹 인수…출자자는 주가조작범, 송하준, 아주경제, 2023-06-06
5. ↑  박준호, '황우석 테마주'로 속여 주가조작한 홈캐스트 최대주주 등 5명, 유죄 확정, 서울경제, 2020.04.09